# Cheiridioidea
Cheiridioidea (лат.) — надсемейство псевдоскорпионов из подотряда Iocheirata.
Около 100 видов во всех регионах мира.

## Описание
Cheiridioidea имеют очень мелкий размер; длина тела большинства из них менее 1 мм. Подобно Cheliferoidea, это надсемейство включает монотарзатные формы; то есть все лапки состоят из одного сегмента. По этой причине другие авторы обычно включают их в подотряд Monosphyronida и в Cheliferoidea. Кроме того, бёдра всех ног имеют сходное строение: телофемур прикреплен к базифемуру. Подвижный хелицеральный палец не зубчатый, но имеет субапикальную лопасть. Пластинки внутренней части серрулы сливаются в перепончатую ткань. Ламинальная щетинка имеется на неподвижном хелицеральном пальце. Субтерминальные щетинки лапок простые и острые. Карапакс расширен кзади. Хелицеры маленькие, не более трети длины карапакса. Один или оба хелицеральных пальца имеют ядовитый аппарат. Брюшные тергиты и стерниты разделены или неразделены. Может быть два слабых глаза или ни одного.
Это надсемейство распространено широко, но преимущественно в тропиках и субтропиках. Члены встречаются в подстилке и под корой живых деревьев, а также в гнездах птиц и млекопитающих.

## Классификация
Представители надсемейство распространено широко, но преимущественно в тропиках и субтропиках.
Включает два семейства (или другими авторами включается в Cheliferoidea). Включаемое ранее в него семейство Sternophoridae выделено в отдельное надсемейство Sternophoroidea.
В ископаемом состоянии известно с мелового периода (Бирманский янтарь), а также из эоцена в балтийском, доминиканском янтарях.
Число таксонов указано по Харви (Harvey, 2011):
- Cheiridiidae Hansen, 1894 — 6 родов, 71 вид
- Pseudochiridiidae Chamberlin, 1923 — 2 рода, 12 видов